# NGC 5822
NGC 5822 (również OCL 937 lub ESO 176-SC9) – gromada otwarta znajdująca się w gwiazdozbiorze Wilka. Odkrył ją John Herschel 3 lipca 1836 roku. Jest położona w odległości ok. 3 tys. lat świetlnych od Słońca.